# 哈里森鎮區 (印地安納州霍華德縣)
哈里森鎮區（英語：Harrison Township）是位於美國印地安納州霍華德縣的一個行政鎮區。

## 地方資料
根據2010年美國人口普查的數據，哈里森鎮區的面積為56.40平方千米，當中陸地面積為56.20平方千米，而水域面積為0.20平方千米。當地共有人口9489人，而人口密度為每平方千米168.24人。